# Spongodes curvata
Spongodes curvata är en korallart som först beskrevs av Kükenthal 1910.  Spongodes curvata ingår i släktet Spongodes och familjen Nephtheidae. Inga underarter finns listade i Catalogue of Life.